# Renyer de Montferrat
|  | Per a altres significats, vegeu «Renyer de Montferrat (1162-1183)». |

Renyer de Montferrat o Rainier de Montferrat, (també escrit Raynerius de Monteferrato), fou marquès de Montferrat del 1100 al 1136.
Renyer era fill del marquès Guillem IV de Montferrat i de la seva esposa Otta d'Aglié. Va ser un senyor poderós i molt conegut a la seva època, ja que el seu nom apareix en molts documents. Va succeir el seu pare en el govern del marquesat però no se'n saben detalls dels inicis del govern. El primer document conservat on està el seu nom és del 23 de març del 1111, és un text en què l'emperador Enric V formalitzava la concessió als ciutadans de Torí —una ciutat del marquesat— de la Via Francígena un camí que travessava aquell municipi. El mateix any ell i el seu cosí Oberto I d'Occimiano feien donació de la capella de sant Evasius de Casale a l'església de San Martino di Zenzano infra castrum Aucimianum (pertanyent al castell d'Occimiano).
El 1113, Renyer va donar la seva part de Langiano al monestir de San Secondo di Terra Rossa, depenent de l'Abadia de Fruttuaria. El 23 de maig del 1116, Renyer va estar present quan l'emperador va fer donació dels castells de Celle, Frassinello, Fubine i Cuccaro al seu nebot Conrad i a Guido Cane.
Altres documents del 1126 i 1133, l'esmenten amb relació a la fundació del monestir cistercenc de Santa Maria di Lucedio, a prop de Trino.

## Matrimoni i descendència
El 1105 es va casar amb Gisela, filla del comte Guillem I de Borgonya, que ja era vídua d'Humbert II de Savoia i mare d'Adelaida de Savoia, que va ser reina de França. Renyer i Gisela van tenir els següents fills:
- Joana, que es va casar amb Guillem Cliton, comte de Flandes el 1127.[3]
- Matilda, que es va casar amb Albert Zueta, marquès de Parodi.
- Adelasia, que va ser monja.
- Una possible filla anomenada Isabel, casada amb Guiu, comte de Biandrate (però és possible que es tracti d'un segon matrimoni de Joana).
- Guillem, que el va succeir en el títol de marquès.